# Tibacuy (ort)
Tibacuy är en ort i Colombia.   Den ligger i departementet Cundinamarca, i den centrala delen av landet, 180 km öster om huvudstaden Bogotá. Tibacuy ligger 161 meter över havet och antalet invånare är 1 028.
Terrängen runt Tibacuy är platt, och sluttar norrut. Runt Tibacuy är det mycket glesbefolkat, med 3 invånare per kvadratkilometer. Det finns inga andra samhällen i närheten. Omgivningarna runt Tibacuy är huvudsakligen savann.